# Билиці
Билиці (хорв. Bilice) — населений пункт і громада в Шибеницько-Книнській жупанії Хорватії.

## Населення
Населення громади за даними перепису 2011 року становило 2 307 осіб.
Динаміка чисельності населення громади:

## Клімат
Середня річна температура становить 14,52 °C, середня максимальна – 28,24 °C, а середня мінімальна – 1,11 °C. Середня річна кількість опадів – 751 мм.
| Клімат поселення                              | Клімат поселення | Клімат поселення | Клімат поселення | Клімат поселення | Клімат поселення | Клімат поселення | Клімат поселення | Клімат поселення | Клімат поселення | Клімат поселення | Клімат поселення | Клімат поселення | Клімат поселення |
| Показник                                      | Січ.             | Лют.             | Бер.             | Квіт.            | Трав.            | Черв.            | Лип.             | Серп.            | Вер.             | Жовт.            | Лист.            | Груд.            |                  |
| Середній максимум, °C                         | 9,96             | 10,71            | 13,66            | 17,05            | 22,13            | 26,01            | 28,24            | 27,99            | 23,67            | 19,28            | 13,75            | 10,45            |                  |
| Середня температура, °C                       | 5,54             | 6,30             | 9,23             | 12,65            | 17,70            | 21,59            | 24,56            | 24,32            | 19,97            | 15,58            | 10,05            | 6,76             |                  |
| Середній мінімум, °C                          | 1,11             | 1,87             | 4,82             | 8,22             | 13,28            | 17,16            | 20,88            | 20,62            | 16,30            | 11,90            | 6,37             | 3,08             |                  |
| Норма опадів, мм                              | 67               | 59               | 64               | 67               | 52               | 52               | 28               | 43               | 72               | 78               | 92               | 77               |                  |
| Середньомісячна швидкість вітру, м/с          | 2.73             | 2.88             | 3.04             | 2.91             | 2.57             | 2.32             | 2.36             | 2.21             | 2.44             | 2.53             | 3.06             | 2.99             |                  |
| Середньомісячна сонячна радіація, кДж/м²·день | 5373             | 8130             | 11820            | 16502            | 20563            | 23039            | 24743            | 21551            | 16113            | 10404            | 5806             | 4544             |                  |
| --------------------------------------------- | ---------------- | ---------------- | ---------------- | ---------------- | ---------------- | ---------------- | ---------------- | ---------------- | ---------------- | ---------------- | ---------------- | ---------------- | ---------------- |
| Джерело:                                      |                  |                  |                  |                  |                  |                  |                  |                  |                  |                  |                  |                  |                  |